# Жайылма (Хобдинский район)
Жайылма (каз. Жайылма, до 199? г. — Новая Москва) — упразднённое село в Хобдинском районе Актюбинской области Казахстана. Входило в состав Жанаталапского сельского округа. Ликвидировано в 2012 г.. Код КАТО — 154245200.

## Население
В 1999 году население села составляло 52 человека (25 мужчин и 27 женщин). По данным переписи 2009 года, в селе проживало 10 человек (5 мужчин и 5 женщин).